# Воденски църковен музей
Воденският църковен музей (на гръцки: Εκκλησιαστικό Μουσείο Εδέσσας) е музей в град Воден (Едеса), Гърция.

## История
Музеят е открит през 1996 година от Воденската, Пелска и Мъгленска митрополия. Разположен е на втория етаж в триетажната сграда на митрополията в южния край на традиционния квартал Вароша. Изложени са олтарни двери от стари църкви във Воденско, поствизантийски икони на Богородица, Христос и различни светци, кандила, потири, църковни съдове, иконостасни икони, плащаница - сред които ценна стара руска плащаница от църквата в Съботско, одежди на воденски митрополити, църковни книги и фотографии, свързани с дейността на митрополията.
Освен църковните експонати в музея има и артефакти, свързани с военната история на Воденско – портрети и униформи на гръцки андарти, участвали в Гръцката въоръжена пропаганда в Македония, традиционни женски народни носии, трофеи от Итало-гръцката война от 1940 година, вестници, отразяващи гръцте победи на Албанския фронт.
- Одеждите на митрополитите Дионисий
- Царски двери
- Кръстове и икони
- Фотографии от дейността на митрополията